# Бонні (Техас)
Бонні (англ. Bonney) — селище (англ. village) в США, в окрузі Бразорія штату Техас. Населення — 180 осіб (2020).

## Географія
Бонні розташоване за координатами 29°18′8″ пн. ш. 95°27′6″ зх. д. / 29.30222° пн. ш. 95.45167° зх. д. (29.302299, -95.451640).  За даними Бюро перепису населення США в 2010 році селище мало площу 4,25 км², уся площа — суходіл. В 2017 році площа становила 5,08 км², уся площа — суходіл.

## Демографія
Згідно з переписом 2010 року, у селищі мешкало 310 осіб у 115 домогосподарствах у складі 78 родин. Густота населення становила 73 особи/км².  Було 130 помешкань (31/км²).
Расовий склад населення:
| - 75,2 % — білих - 9,0 % — чорних або афроамериканців - 3,2 % — азіатів - 1,0 % — корінних американців - 10,3 % — осіб інших рас |

До двох чи більше рас належало 1,3 %. Частка іспаномовних становила 32,9 % від усіх жителів.
За віковим діапазоном населення розподілялося таким чином: 29,4 % — особи молодші 18 років, 64,1 % — особи у віці 18—64 років, 6,5 % — особи у віці 65 років та старші. Медіана віку мешканця становила 36,8 року. На 100 осіб жіночої статі у селищі припадало 90,2 чоловіків;  на 100 жінок у віці від 18 років та старших — 93,8 чоловіків також старших 18 років.
Середній дохід на одне домашнє господарство  становив 57 983 долари США (медіана — 47 500), а середній дохід на одну сім'ю — 57 968 доларів (медіана — 45 938). За межею бідності перебувало 21,1 % осіб, у тому числі 32,5 % дітей у віці до 18 років та 0,0 % осіб у віці 65 років та старших.
Цивільне працевлаштоване населення становило 134 особи. Основні галузі зайнятості: публічна адміністрація — 51,5 %, будівництво — 13,4 %, освіта, охорона здоров'я та соціальна допомога — 8,2 %, мистецтво, розваги та відпочинок — 6,0 %.